# Trí thức
Trí thức là người có kiến thức sâu xa về một hay nhiều lĩnh vực hơn sự hiểu biết của mặt bằng chung của xã hội vào từng thời kỳ.
Sự xuất hiện của từ trí thức khi một văn bản kháng nghị công bố năm 1906 - do nhà văn Zola ký tên đầu - lại được thủ tướng Pháp Clemenceau (tiến sĩ, nhà báo) gọi là Tuyên ngôn của Trí thức (Manifeste Des Intellectuels).
Thế là một tính từ trở thành danh từ mới, chưa hề có trong các từ điển lớn trước đó như Larousse 1866-1878 hay Đại từ điển Bách khoa 1885-1902. Ngay sau đó, thế giới đã chấp nhận một từ ngữ mới.

## Định nghĩa
Trí thức có thể được dùng để chỉ ba loại người sau đây:
Một trí thức là một người sử dụng tư tưởng và suy luận, trí thông minh và các suy luận có tính phản biện và phân tích,
trong một ngành nghề nào đó hay là trong tư cách cá nhân và là
1. một người có liên hệ với các ý tưởng và các lý thuyết trừu tượng;
2. một người mà với ngành của mình (ví dụ triết học, phê bình văn học, xã hội học, luật, phân tích chính trị, khoa học lý thuyết v.v.) tạo ra và truyền bá các ý tưởng mới;[1]
3. một người với kiến thức sâu rộng về văn hóa nghệ thuật đã làm cho tiếng nói của họ có ảnh hưởng trong công chúng.

## Vai trò trong hoạt động chính trị - xã hội
Nhà trí thức nghiên cứu, phân tích, và chỉ trích trong các cuộc tranh luận cũng như các hoạt động công cộng, để gây ảnh hưởng đến sự phát triển của xã hội. Điều này có thể đưa tới những xung đột với các chính trị gia, cũng như những người cầm quyền. Đối với chính phủ của một nước thái độ của họ có thể là ra mặt ủng hộ những dự định cải tổ hay chống đối lại chúng. Giới trí thức như vậy cũng là những người tạo ra các ý thức hệ hoặc là những người chỉ trích.
Khi nào mà quan điểm họ đồng tình với những người nắm quyền, họ có thể là những người giúp đỡ rất hiệu lực, ngược lại khi không đồng ý, họ trở thành những nhà bất đồng chính kiến và có thể bị trù dập. Những nhà bất đồng chính kiến thành công có thể được tham dự vào chính quyền. Vì vậy đối với chính quyền giới trí thức là những thành phần khó đối phó cũng như là những phương tiện đắc lực trong việc phát triển xã hội. Triết gia Pháp Julien Benda (1867-1956) từ năm 1927 đã nhấn mạnh trong bài viết nổi tiếng của ông là " Sự phản bội của giới trí thức" cái khuynh hướng của các nhà trí thức, trở thành những người góp phần thực hiện những quyền lợi cũng như ý thức hệ của xã hội.

Giới trí thức phát triển những quan hệ bán chính thức với nhau, ra ngoài khuôn khổ làm việc và gia đình. Nhờ vậy nhóm trí thức mà giúp đỡ cho giới cầm quyền trong chính phủ thường có nhiều tin tức hơn họ, hay những người cùng hoạt động chính trị với mình, bởi vậy thường được trọng nể, mặc dù cũng bị nghi ngờ vì có quan hệ với các đối thủ chính trị. Còn nhóm trí thức đối lập thì thường hiểu biết hơn là dân chúng trung bình, ngay cả khi hệ thống chính quyền giới hạn chặt chẽ quyền tự do báo chí. Sự hiểu biết về những chi tiết trong chính quyền thường làm cho họ trở thành mục tiêu để các nước khác dò hỏi.